# Franco Mori
Pour les articles homonymes, voir Mori.
Franco Mori, né le 14 août 1944 à Minerbe (Vénétie), est un coureur cycliste italien. Professionnel de 1969 à 1973, il a remporté le Tour du Latium.

## Palmarès
- 1964
  - 2e de Vicence-Bionde
- 1967
  - 2e du Circuito Alzanese
- 1969
  - 3e du Grand Prix de Prato
  - 3e de la Coppa Sabatini
- 1971
  - Tour du Latium

## Résultats sur les grands tours

### Tour de France
1 participation
- 1970 : 53e

### Tour d'Italie
5 participations
- 1969 : abandon (12e étape)
- 1970 : 30e
- 1971 : 44e
- 1972 : 63e
- 1973 : 96e